# Gasztrofalu
A Gasztrofalu egyedülálló innovatív  projekt, amely Köveskálon, a Káli-medence festői szépségű településén található. Ez a kezdeményezés egyedülálló modellt kínál a helyi vendéglátás és mezőgazdaság összefogására, valamint a minőségi élelmiszerek és gasztronómiai élmények előtérbe helyezésére a fenntarthatóság jegyében. A Gasztrofalu ötlete  a Káli Art Inn házigazdájának, Döbröntei Ildikónak köszönhető, aki a helyi vendéglátóhelyek és gazdák összefogását kezdeményezte a szezonalitás által okozott gazdasági kihívások leküzdése érdekében. Ez az összefogás nemzetközi szinten is példaértékű, mint egy sikeres, fenntartható és közösségi alapú kezdeményezés.

## Történet és háttér
Alapítás éve 2014: a projekt a helyi vendéglátóhelyek és mezőgazdasági termelők együttműködésére épül, amelynek célja a szezonalitásból adódó gazdasági kihívások leküzdése, valamint a helyi termékek és szolgáltatások népszerűsítése.
Fejlődéstörténet: a Gasztrofalu az évek során egyre népszerűbbé vált, és ma már mintaként szolgál más régiók számára bel és külföldön egyaránt. Az elmúlt években a festői baranyai település Palkonya is hasonló projektbe fogott.
Szolgáltatások és termékek: a Gasztrofalu tagjai között számos minőségi vendéglátóhely és helyi terméket előállító gazda található, akik a helyi ízeket és hagyományokat képviselik.
Közösségi szerepvállalás: a Gasztrofalu nem csak gazdasági, hanem társadalmi és kulturális szempontból is fontos szerepet tölt be a helyi közösség életében.
Jelentőség és hatás: gazdasági és társadalmi hatás: a projekt hozzájárul a helyi gazdaság élénkítéséhez, támogatja a helyi termelőket és vendéglátóhelyeket, valamint elősegíti a fenntartható turizmust.

## Nemzetközi példaérték
A Gasztrofalu mint egy sikeres, fenntartható és közösségi alapú gasztronómiai kezdeményezés, nemzetközi szinten is figyelmet érdemel és példaként szolgálhat más régiók és közösségek számára.

## Gasztrofalu – társadalmi és kulturális szerepvállalás
A Gasztrofalu projekt nemcsak a gasztronómiai kínálat szempontjából különleges, hanem társadalmi és kulturális hozzájárulása révén is kiemelkedik Köveskál és a Káli-medence életében. A projekt minden évben számos közösségi programot, gasztronómiai és művészeti fesztivált szervez, melyek nem csak a helyi közösség tagjait vonzzák, hanem a bevételükkel jelentősen hozzájárulnak a kistelepülés szociális és kulturális infrastruktúrájának fejlesztéséhez.

## Társadalmi és kulturális programok
- Rendezvények és Fesztiválok: A Gasztrofalu évente több gasztronómiai és művészeti rendezvényt szervez, melyek szabadon látogathatóak a helyi közösség és a látogatók számára. Ezek a rendezvények nemcsak a helyi kultúrát és gasztronómiát ünneplik, hanem összekötik a közösség tagjait és a látogatókat.
- Társadalmi Felelősségvállalás: A Gasztrofalu kör által generált bevétel jelentős részét a helyi szociális intézmények, mint az óvoda és az önkormányzati alapítvány, valamint az önkéntes tűzoltó egyesület támogatására fordítják. Ez a támogatás hozzájárul a helyi közösség alapvető szükségleteinek kielégítéséhez és a szociális infrastruktúra fejlesztéséhez.

## Közösségi épületek és területek fejlesztése
- Építészeti és Infrastrukturális projektek: A Gasztrofalu kezdeményezés aktívan részt vesz a helyi közösségi területek és épületek felújításában és karbantartásában. Egy jelentős projekt volt a helyi buszváróterem teljes körű felújítása, ahol ma már egy zongoraterem és könyvcsere állomás működik. Ez a fejlesztés nemcsak a község esztétikai megjelenését javította, hanem új kulturális és közösségi teret is teremtett a lakosok számára.
- Közösségi terek létrehozása: az ilyen típusú projektek közvetlenül hozzájárulnak a helyi közösség életminőségének javításához, és erősítik a közösségi összetartozás érzését.

A Gasztrofalu több, mint egy gasztronómiai kezdeményezés; egy olyan projekt, amely mélyen gyökerezik a helyi közösségben, és aktívan részt vesz annak gazdasági, társadalmi és kulturális életében. A projekt által szervezett rendezvények és infrastrukturális fejlesztések jelentősen hozzájárulnak Köveskál és környékének társadalmi és kulturális virágzásához.
A Gasztrofalu Köveskálban számos társadalmi és kulturális rendezvényt szervez, amelyek jelentős hozzájárulást nyújtanak a helyi közösség életéhez. Ezek a rendezvények nemcsak a helyi gasztronómiai kínálatot mutatják be, hanem kulturális és művészeti programokat is kínálnak, létrehozva egyedülálló atmoszférát. Az események között megtalálhatók olyanok, mint a Furmint Napok, amelyen borászati szakemberek vezetésével szakmai beszélgetéseket tartanak, valamint borvacsorákat és sétáló kóstolókat rendeznek. A KÁLI Piknik egy másik jelentős rendezvény, ahol a gasztronómia és a művészet találkozik, különleges helyszínen, ahol a helyi és országosan ismert éttermek és séfek vonultatják fel gasztronómiai kínálatukat. A rendezvény fontos részét képezik a művészeti workshopok és kerekasztalbeszélgetések is. Ezen rendezvények segítségével a Gasztrofalu nemcsak a helyi gazdaságot támogatja, hanem a kulturális életet és a közösségépítést is.